# 大翅蓟属
大翅蓟属（学名：Onopordum）是菊科下的一个属，为一年生或二年生草本植物。该属共有40种以上，分布于欧洲、北非和西亚。

## 物种
本属包括以下物种：
- 大翅蓟 Onopordum acanthium
- Onopordum bracteatum
- 羽冠大翅蓟 Onopordum leptolepis